# روكبريدج (ويسكونسن)
روكبريدج (بالإنجليزية: Rockbridge, Wisconsin)‏ هي بلدة تقع بولاية ويسكونسن في الولايات المتحدة. تبلغ مساحتها 93.7 (كم²)، وترتفع عن سطح البحر 250 م، بلغ عدد سكانها 721 نسمة في عام 2000 حسب إحصاء مكتب تعداد الولايات المتحدة وتصل الكثافة السكانية فيها 7.7 نسمة/كم2.

## وصلات خارجية
- The US50 - Cities and Towns in Wisconsin State
- Wisconsin Cities and Towns, Facts, Map, Flag, Colleges, Government, and More